# Várzea (São Pedro do Sul)
Várzea ist ein Ort und eine ehemalige Gemeinde (Freguesia) im portugiesischen Kreis São Pedro do Sul. Die Gemeinde hatte 1741 Einwohner (Stand 30. Juni 2011).
Am 29. September 2013 wurden die Gemeinden Várzea, Baiões und São Pedro do Sul zur neuen Gemeinde União das Freguesias de São Pedro do Sul, Várzea e Baiões zusammengeschlossen.